# شرم المية
شرم المية أو خليج شرم المية وتكتب أيضاً شرم الميه وشرم المايا هو خليج صغير شمال شرق رأس محمد وجنوب شرم الشيخ في جنوب سيناء.

## السياحة
شرم المية منطقة سياحية تشتهر برياضات السباحة الشاطئية والغوص السطحي ويقع بالقرب منها فندق بيتش الباتروس وفندق الباتروس شرم الشيخ. وهي تضم 12 شاطئاً منه ما يتبع فنادق وقرى سياحية ومنها ما تديره محافظة جنوب سيناء، فضلاً عن عدد من الشواطئ العامة أيضاً وهى بالترتيب من الشمال إلى الجنوب: شاطئ فندق بيتش الباتروس، شاطئ مجلس المدينة سيتى شارم، أبروتيل، تراسينا 1، نادى الرياضات البحرية، تركواز، تراسينا 2، شاطئ مرحبا، شاطئ قرية كيروسيز.
على إثر هجمات أسماك القرش في شرم الشيخ 2010 أُغلقت الشواطئ في المنطقة مؤقتاً، ثم أُعيد فتحها أمام السائحين لاحقاً.
| مخطط المناخ شرم المية | مخطط المناخ شرم المية | مخطط المناخ شرم المية | مخطط المناخ شرم المية | مخطط المناخ شرم المية | مخطط المناخ شرم المية | مخطط المناخ شرم المية | مخطط المناخ شرم المية | مخطط المناخ شرم المية | مخطط المناخ شرم المية | مخطط المناخ شرم المية | مخطط المناخ شرم المية |
| --- | --------------------- | --------------------- | --------------------- | --------------------- | --------------------- | --------------------- | --------------------- | --------------------- | --------------------- | --------------------- | --------------------- |
| 01 | 02                    | 03                    | 04                    | 05                    | 06                    | 07                    | 08                    | 09                    | 10                    | 11                    | 12                    |
| 3 24 15 | 1 26 16               | 20 32 19              | 1 36 20               | 1 40 23               | 1 44 25               | 1 43 28               | 1 43 26               | 1 40 28               | 1 37 24               | 2 31 21               | 2 26 17               |
| متوسط درجة-الحرارة °س مجاميع الهطل مم |                       |                       |                       |                       |                       |                       |                       |                       |                       |                       |                       |
| بالوحدات الإنكليزية \| 01 \| 02 \| 03 \| 04 \| 05 \| 06 \| 07 \| 08 \| 09 \| 10 \| 11 \| 12 \| \| 0.1 75 59 \| 0 79 61 \| 0.8 90 66 \| 0 97 68 \| 0 104 73 \| 0 111 77 \| 0 109 82 \| 0 109 79 \| 0 104 82 \| 0 99 75 \| 0.1 88 70 \| 0.1 79 63 \| \| متوسط درجة-الحرارة °ف مجاميع الهطول ″ \| \| \| \| \| \| \| \| \| \| \| \| |                       |                       |                       |                       |                       |                       |                       |                       |                       |                       |                       |
| 01 | 02                    | 03                    | 04                    | 05                    | 06                    | 07                    | 08                    | 09                    | 10                    | 11                    | 12                    |
| 0.1 75 59 | 0 79 61               | 0.8 90 66             | 0 97 68               | 0 104 73              | 0 111 77              | 0 109 82              | 0 109 79              | 0 104 82              | 0 99 75               | 0.1 88 70             | 0.1 79 63             |
| متوسط درجة-الحرارة °ف مجاميع الهطول ″ |                       |                       |                       |                       |                       |                       |                       |                       |                       |                       |                       |

| 01                                    | 02      | 03        | 04      | 05       | 06       | 07       | 08       | 09       | 10      | 11        | 12        |
| 0.1 75 59                             | 0 79 61 | 0.8 90 66 | 0 97 68 | 0 104 73 | 0 111 77 | 0 109 82 | 0 109 79 | 0 104 82 | 0 99 75 | 0.1 88 70 | 0.1 79 63 |
| متوسط درجة-الحرارة °ف مجاميع الهطول ″ |         |           |         |          |          |          |          |          |         |           |           |